# Нелл, Криста
Кри́ста Нелл (нем. Krista Nell), настоящее имя До́рис Кри́станел (нем. Doris Kristanel; род. 21 января 1946 года, Вена, Австрия — ум. 19 июня 1975 года, Рим, Италия) — австрийско-итальянская актриса.

## Биография и карьера
Криста Нелл (настоящее имя Дорис Кристанел) родилась 21 января 1946 года в Вене (Австрия).
Дебютировала на экране в 1965 году в фильме «Безумный Пьеро». Всего за 10 лет своей актёрской деятельности сыграла около 40 ролей в кино, преимущественно снималась в Италии, где прожила большую часть своей недолгой жизни.
Актрисы не стало 19 июня 1975 года в Риме (Италия). Причина смерти — лейкемия. Ей было всего 29 лет.

## Избранная фильмография
| Год  |   | Русское название                      | Оригинальное название          | Роль      |
| ---- | - | ------------------------------------- | ------------------------------ | --------- |
| 1965 | ф | Безумный Пьеро                        | Pierrot le fou                 |           |
| 1966 | ф | Кошелёк или жизнь                     | La bourse et la vie            | Женевьева |
| 1967 | ф | Китош — человек, который пришёл с юга | Frontera al sur                | Эва       |
| 1967 | ф | Миллион глаз Су-Муру                  | Million Eyes of Sumuru         | Зои       |
| 1968 | ф | В ад и обратно                        | Uno di più all'inferno         |           |
| 1968 | ф | Стреляй, Гринго, стреляй              | Spara, Gringo, spara           | Шила      |
| 1969 | ф | Тарзан в золотой пещере               | Tarzán en la gruta del oro     | Мэри      |
| 1970 | ф | Тень иллюзии                          | Ombre roventi                  |           |
| 1970 | ф | Красивый спящий лес                   | Les belles au bois dormantes   | Кристина  |
| 1971 | ф | Убей Джанго… убей первым!!!           | Uno di più all'inferno         |           |
| 1971 | ф | Слепой                                | Blindman                       | невеста   |
| 1975 | ф | Кровосос ведёт в танце                | La sanguisuga conduce la danza | Кора      |